# Вибухові матеріали
Вибухові матеріали — вибухові пристрої промислового та саморобного виготовлення, вибухові речовини, засоби підривання, засоби ініціювання, інші вироби та пристрої, які містять вибухові речовини.

## Види

### Вибухові матеріали промислового призначення
Конверсійні вибухові матеріали — вибухові матеріали військового призначення, які після відповідної переробки або без неї можуть бути використані в цивільних галузях промисловості.
Пластичні вибухові матеріали — суміші однієї або кількох вибухових речовин з в'яжучим матеріалом, які в умовах нормальної кімнатної температури є м'якими або еластичними, а вибухові речовини, що входять до їх складу, при температурі 25 °C мають тиск пари менше ніж 10−4 Па.